# Siegfried de Dubhe Alfa
Siegfried es un personaje del anime Saint Seiya conocido en español como Los Caballeros del Zodiaco. Es uno de los siete Dioses Guerreros de Asgard que sirven a Hilda de Polaris, valkiria o sacerdotisa de Odín.

## Biografía

### El Guerrero Invencible
Se dice que Siegfried es la reencarnación del legendario héroe Siegfried. En la Mitología nórdica fue un héroe que luchó y mató al malvado dragón Fafnir. No sólo ganó el gran tesoro del dragón, también se bañó en la sangre de la bestia, haciendo su cuerpo invulnerable, dándole la reputación del "Guerrero Invencible". Sin embargo una hoja que caía en ese momento se posó en la parte posterior de su corazón, dejando dicha parte vulnerable de cualquier ataque. Eventualmente, cayó en una trampa organizada por las personas celosas de él, de esa manera fue asesinado por una lanza arrojada a la parte posterior de su corazón.
Renace en el tiempo actual, Siegfried había conocido a Hilda de Polaris, la sacerdotisa de Odín, mucho antes de convertirse en un Dios Guerrero. Aunque la vida era muy difícil, Hilda gobernó Asgard con mucha amabilidad y benevolencia, y rogó que la guerra nunca llegara a Asgard. Siegfried amó secretamente a Hilda en su corazón, e hizo voto de protegerla con su vida.
Cuando el tiempo para el retorno de los legendarios Dioses Guerreros ha llegado, Siegfried y su mejor amigo Hagen, fueron escogidos para convertirse en Dioses Guerreros. Sin embargo, él notó que Hilda había cambiado para hacer un gobierno más agresivo y hambriento de poder después de esto. Fue advertido por la hermana de Hilda, Freya, que Hilda había cambiado su naturaleza recientemente. A diferencia de la anterior guardiana gentil, ahora era como un demonio hambriento de conquista. Siegfried dudaba sobre la naturaleza de Hilda, pero no la cuestionó, y siguió leal.

### El Último Defensor de Asgard
Después que los otros seis Dioses Guerreros fueran derrotados, Siegfried fue el último oponente de Seiya frente a la estatua de Odín. Siegfried manifestó que lo impresionaba Seiya, ya que seguía peleando, a pesar de ser dañado varias veces. Seiya le dice que Hilda estaba bajo control del anillo Nibelungo, pero Siegfried no lo cree, y considera sus palabras son absurdas. Seiya lo ataca con su Pegasus Ryu Sei Ken, pero a Siegfried rechaza el ataque de Seiya como si su cuerpo estuviese protegido por un escudo invisible. Él entonces utiliza su ataque de la Espada de Odín para dejar inconsciente a Seiya. 
Ikki, Shun y Hyoga, llegaron a la estatua de Odín, y quedaron impactados al observar que Seiya había sido derrotado. Ikki desafía a Siegfried a luchar, pero Siegfried lo domina fácilmente con su velocidad y fuerza, derrotándolo de manera similar. Entonces se da vuelta para evitar a Shun y Hyoga, ambos heridos de batallas anteriores, y usa su Espada de Odín contra ellos, dejando a los cuatro santos de bronce caídos.
Para su sorpresa, Seiya consigue levantarse, y procura luchar contra él otra vez. Siegfried entonces se prepara para su ataque "Ventisca de Dragón" contra Seiya, pero Shaina, llegando con Shiryu a tiempo, saltando de para proteger a Seiya de este ataque. A pesar de esto, ambos fueron "vencidos" por la técnica de Siegfried. 
Shiryu, viendo que es el último Santo de Bronce en pie, por lo que hace frente a Siegfried en batalla. Sin embargo, todos sus ataques, incluso su Rozan Sho Ryū Ha, fueron rechazados por la barrera generada por el cosmos de Siegfried. Shiryu entonces se da cuenta de que la única manera de derrotar a Siegfried era utilizar su Rozan Kou Ryu Ha contra el Dios Guerrero. Sin embargo, el espíritu de Shura le advierte, diciéndole que usar esa técnica, daría como resultado la muerte de ambos, así como la destrucción del último zafiro de Odín. Detectando las dudas de Shiryu para utilizar su ataque suicida, Siegfried se libera, y lo ataca con su ataque más poderoso: Ventisca de Dragón.
Después Shiryu se da cuenta del punto débil de Siegfried (el cual, irónicamente, era el mismo que tenía Shiryu y que Seiya logró descubrir cuando se enfrentaron en el Torneo Galáctico), y lo ataca con su técnica más poderosa: el Rozan Ko Ryû Ha, y logra golpearlo en el corazón lo que hace que Siegfried se debilite y entonces Shiryu le cuenta a Seiya sobre la leyenda del Guerrero invencible y también sobre su punto débil para después caer inconsciente.
Sin embargo, Siegfried no muere en ese momento ya que poco después aparece Sorrento de Sirena, uno de los generales de Poseidón, y narra la forma de como Hilda de Polaris fue transformada en ese ser demoniaco, así que Siegfried, lleno de ira, se enfrenta con Sorrento e intenta acabar con él de la misma forma en que Shiryu lo hizo con Shura de Capricornio. Sin embargo, Sorrento logró escapar del ataque y sobrevivió, no así Siegfried, que murió cuando casi llegaban al espacio.
- Datos: Q1088159